# Backfield
El backfield es un anglicismo  cuyo origen se remonta aproximadamente a 1910-1915 y se deriva del uso de las palabras back (parte de atrás) field (campo) no tiene una traducción literal al español ya que es una palabra destinada para el fútbol americano. 
Esta palabra se usa para determinar un área donde los miembros de un equipo se ubican en el campo de juego, el backfield se ubica detrás de los hombres de la línea de golpeo en posición ofensiva el backfield está conformado por: 
- quarterback
- running back
- fullback.[1]

En estancia defensiva el backfield está conformado por:
- linebackers
- safety
- cornerback

## Backfield ofensivo
En la NFL los jugadores en el backfield ofensivo tienen su propia identificación numérica y esta va de los números 1 al 49. 
- El mariscal de campo (QB) tiene en su camiseta números que van del 1 al 19.
- Running back o halfback tienen en su camiseta números que van del 20 al 49.

Para el inicio de una jugada los jugadores del backfield están a la expectativa de que el QB reciba el balón del jugador que posee la posición del centro en la línea ofensiva, el toma el balón con las manos y tiene la posibilidad de entregarlo directamente a uno de los running back, correrlo el mismo o hacer el pase a receptores elegibles.
Los running backs pueden estar geométricamente divididos halfbacks y fullbacks sus funciones son fácilmente identificables en la ofensiva. El halfback es el jugador que regularmente corre con posesión del balón, mientras el full back, que es más corpulento, por lo regular defiende al quarterback o lidera el bloqueo para las carreras de los halfback, en las jugadas de pase los running backs pueden incluso tener unas rutas para correr lo cual significa que ellos son elegibles para recibir el pase, o apoyar a la ofensiva contra los hombres de línea defensivos.

## Backfield defensivo
En la NFL los jugadores del backfield tienen numeraciones que van del 20 al 49.
Los jugadores del backfield defensivo son los que toman la posición detrás de la línea de scrimmage, el backfield defensivo está conformado por los safety, los cornerback (nickel back quinto defensa en algunas formaciones, dime back el sexto defensivo en algunas jugadas), el grupo del backfield defensivo es conocido colectivamente como el secundario, ellos deben defender de los receptores, y algunas veces deben apoyar a la línea defensiva de las corridas del rival, ellos usualmente son jugadores pequeños y deben ser de los más rápidos en el terreno de juego

## Juego en el Backfield
Existen reglas que diferencian a los jugadores del backfield de los jugadores de la línea de golpeo, los jugadores de la línea de golpeo no pueden moverse en la línea cuando son jugadores de la línea ofensiva, en cambio los jugadores del backfield pueden moverse tanto en ofensiva como en defensiva. La mayoría de jugadas inician con el pase del balón a uno de los jugadores del backfield.
Si un jugador ofensivo es derribado por un defensivo en el backfield el equipo pierde la cantidad de yardas que marquen la distancia de la línea de golpeo hasta el lugar donde fue el golpe, la distancia del primero y diez se hará más larga que cuando inició la jugada